# باونس (لعبة محمول)
باونس (بالإنجليزية: Bounce)‏ هي سلسلة ألعاب محمولة [الإنجليزية] طورتها شركة نوكيا.